# Adobe LiveCycle Reader Extensions
Adobe LiveCycle Reader Extensions — расширение для Adobe Reader, включающее некоторые функции Adobe Acrobat.
С помощью установки соответствующих атрибутов для определённой XDP-формы приложение LiveCycle Reader Extensions делает доступными пользователям бесплатного программного обеспечения Acrobat Reader некоторые функции, закрытые в других случаях. Среди них — базовые средства редактирования PDF, сохранение на локальной машине, вставка комментариев и непосредственная передача данных из полей на Form Server.
Adobe LiveCycle Reader Extensions позволяет распределять интеллектуальные документы, содержащие информацию, комментарии, цифровые подписи, или приложения от конечных пользователей. Для всех внешних групп процесс максимально упрощен. Для работы пользователей необходим установленный Adobe Reader, доступный бесплатно на сайте www.adobe.com.
С помощью Reader Extensions можно активировать и использовать возможности Adobe Reader, включающие:
- сохранение документов на жёстких дисках. Сохраняется как оригинал документа, так и любые добавленные комментарии, данные или вложения;
- заполнение форм и документов в режиме online или автономно, при этом сохраняя копии документов, а также внесённую в них информацию;
- совместное использование файла с другими пользователями, которые смогут просмотреть документ и добавить комментарии, используя интуитивно понятные рабочие инструменты, такие как электронные стикеры, печати, маркеры и оттиски;
- присоединение файлов и медиаприложений;
- проверка подлинности подписей документа с помощью цифровых подписей, с использованием стандартной инфраструктуры открытых ключей (PKI) — через внутренние решения PKI, либо с помощью услуг Entrust, VeriSign и др.;
- возможность передачи электронных документов по сети, без обращения к почте или факсу.

Специальные функции автоматически активируются сразу же, как только пользователь открывает документ Adobe PDF. После завершения работы с документом, функции дезактивируются до тех пор, пока его не откроет другой пользователь, обладающий правами просмотра и изменения.